# Kautenbach vasútállomás
Kautenbach vasútállomás Luxemburgban, Kiischpelt településen található.

## Vasútvonalak
Az állomást az alábbi vasútvonalak érintik:
- CFL 10-es vonal
- Kautebaach-Wolz-vasútvonal

## Kapcsolódó állomások
A vasútállomáshoz az alábbi állomások vannak a legközelebb:
- Wilwerwiltz vasútállomás (CFL 10-es vonal)
- Merkholtz vasútállomás (Kautebaach-Wolz-vasútvonal)
- Goebelsmuhle vasútállomás (CFL 10-es vonal)